# Massicus unicolor
Massicus unicolor är en skalbaggsart som beskrevs av Charles Joseph Gahan 1906. Massicus unicolor ingår i släktet Massicus och familjen långhorningar. Inga underarter finns listade i Catalogue of Life.